# Västra gymnasiet
Västra gymnasiet är en svensk ungdoms- och dramaserie från 2023 som hade premiär på SVT Play och SVT den 25 oktober 2023. Första säsongen består av 40 avsnitt. Serien som är en fortsättning på säsong 1 och 2 av TV-serien Klassen som sändes på SVT med start 2017. Västra gymnasiet är baserad på den norska serien VGS.

## Handling
Serien kretsar kring en grupp gymnasieelever och deras liv att hitta sin plats under första året på gymnasiet. Serien är fortsättning på TV-serien Klassen och följer bland andra Alba, Elias, Linus och M.

## Roller i urval
- Gustav Rooth - Elias
- Ainhoa Oviedo-Silva - Alba
- Vilhelm Nyhlén-Nordvall - Linus
- Selma Tångefjord Ryme - M
- Alexandra Karlsson Tyrefors - Agnes
- Anna-Maria Gullberg - Celine
- Anjan Nilsson - Noah
- Noel Salblix - Alex
- Julia Mäkitalo - Jessie
- Nogoi Jallow - Luna
- Tuva Törnqvist - Lo
- Josef Sulaiman - Malik
- Maximilian Reuterswärd - Tim
- Asanda Kokkonen - Zoey
- Samy Fariat - Kobi
- Love Fogelqvist - Karl
- Rebecca Carlsson - Lisa
- Karl Alling - Adam